# Миодраг Живановић
Миодраг Живановић (Мионица, 14. април 1934 — Сремски Карловци, 5. јун 2007) био је лекар интерниста, гастроентерохепатолог и професор универзитета у Новом Саду.

## Живот и рад
Рођен је у српској православној патријархалној породици од оца Богдана, правника, и мајке Милице (рођене Ђукић), домаћице, која је славила крсну славу Светог Петра и Павла (12. јул). Основну школу и гимназију завршио је у Сремским Карловцима. Матурирао је 1953. и дипломирао 1960. на Медицинском факултету у Београду. Завршио је и школу резервних санитетских официра 1961. године. Специјализацију интерне медицине обавио је 1968. године, а субспецијализацију 1975. у Београду. Студије трећег степена медицине завршио је у Ротердаму, у Холандији 1976. Магистрирао је 1975. са тезом “Жучне киселине у холестеролским жучним каменцима” a 1976. одбранио докторску дисертацију “Карактеристике клинички манифестне холелитијазе у Бачкој” 1976, на Медицинском факултету у Новом Саду. 
Био је лакар опште медицине у Дому здравља у Новом Саду (1960 – 1963), специјалиста-интерниста на Клиници за интерне болести у Новом Саду (од 1963), шеф кабинета за ендоскопију, управник Клинике за гастроентерохепатологију, директор Института за интерне болести новосадског Медицинског факултета (1993 – 2000) и управник Клинике за гастроентерологију. Био је редовни професор Медицинског факултета у Новом Саду, предавач Школско медицинског центра Нови Сад, предавач и испитивач на Катедри за последипломске студије Медицинског факултета у Новом Саду. Био је члан комисије за међународну научну сарадњу Војводине, уже подручје рада -гастроентерохепатологија. Као изузетан стручњак применио је неоперативно лечење холелитијазе, увео у праксу сигмоидоскопију, колоноскопију, ЕРЦП-а, и видеоендоскопију. 
Студијски је боравио у Лондону 1974. и 1989, а у размени искустава у Копенхагену 1975. и Стокхолму 1975. 1976. и 1982, говорио је енглески и руски језик. Учествовао је на светским конгресима лекара у Стокхолму 1982, Сао Паулу 1986, Сиднеју 1990. и Бечу 1998. По позиву држао је предавања у Академији наука у Москви 1984, Таџикистану 1985. и на Интернационалном универзитету у Лугану (Швајцарска) 1996. године. Био је почасни, а потом и дописни члан Академије наука Таџикистана.
Миодраг Живановић је објавио око 300 научних радова из области медицине, био је носилац 10 научно-истраживачких пројеката, аутор и коаутор више књига, уџбеника и публикација.

## Награде
- Cтипендија Краљевине Холандије, 1974,
- Награда за примеран рад и подвиг у спасавању људских живота и материјалних добара, 1975,
- Плакета Војводине за достигнућа у области науке, 1988

## Научне књиге
- Карактеристике клинички манифестне холелитијазе у Бачкој, Штампарски погон СНП-а, Нови Сад, 1977,
- Болести билијарног стабла I, Матица српска, Нови Сад, 1983,
- Улкусна болест у Војводини, Матица српска, Нови Сад, 1984,
- Акутни панкреатитис, Нови Сад, 1988,
- Хитна стања у медицини, у коауторству, Нови Сад, 1983,
- Интерна пропедевтика, у коауторству, Нови Сад, 1995,